# Frank Jesse
Frank Jesse (* 1964) ist ein ehemaliger deutscher Radrennfahrer und Junioren-Weltmeister im Radsport.

## Sportliche Laufbahn
Jesse, der mit dem Radsport bei der BSG Lok Dresden begann, wurde 1981 Sieger im Mannschaftszeitfahren bei den UCI-Weltmeisterschaften der Junioren (mit Uwe Ampler, Dan Radtke und Ralf Wodynski). Im Einzelrennen belegte er den 55. Platz. Bereits ein Jahr später gewann er mit dem SC Cottbus die DDR-Meisterschaft im Mannschaftszeitfahren. 1983 konnte er den Erfolg wiederholen. 1984 wurde er Zweiter und ein Jahr später Dritter in dieser Meisterschaft. Von den traditionsreichen DDR-Straßenrennen konnte er 1985 Berlin-Angermünde-Berlin gewinnen. Bei seinen Starts in der DDR-Rundfahrt war der 42. Platz 1983 sein bestes Ergebnis. Ab 1982 war er Mitglied der DDR-Nationalmannschaft und startete bei den Landesrundfahrten in der Slowakei, Jugoslawien, Polen und Rumänien. Bei diesen Etappenrennen konnte Jesse 1985 Vierter der Rumänien-Rundfahrt werden.